# Helicopsyche flinti
Helicopsyche flinti är en nattsländeart som beskrevs av Kjell Arne Johanson 1999. Helicopsyche flinti ingår i släktet Helicopsyche och familjen Helicopsychidae. Inga underarter finns listade i Catalogue of Life.